# 2. okręg wyborczy w Oregonie
Drugi okręg wyborczy w Oregonie co dwa lata wybiera swojego przedstawiciela do Izby Reprezentantów Stanów Zjednoczonych. Okręg został utworzony po spisie ludności w 1890 roku, gdy stan Oregon zyskał drugiego przedstawiciela w Izbie Reprezentantów. Pierwsze wybory w okręgu przeprowadzono jesienią 1892 roku. Przedstawicielem okręgu w 110. Kongresie Stanów Zjednoczonych jest republikanin, Greg Walden.

## Chronologiczna lista przedstawicieli
|    | Przedstawiciel          | Data objęcia urzędu | Data opuszczenia urzędu | Partia polityczna    |
| -- | ----------------------- | ------------------- | ----------------------- | -------------------- |
| 1  | William Russell Ellis   | 4 marca 1893        | 3 marca 1899            | Partia Republikańska |
| 2  | Malcolm Adelbert Moody  | 4 marca 1899        | 3 marca 1903            | Partia Republikańska |
| 3  | John Newton Williamson  | 4 marca 1903        | 3 marca 1907            | Partia Republikańska |
| 4  | William Russell Ellis   | 4 marca 1907        | 3 marca 1911            | Partia Republikańska |
| 5  | Abraham Walter Lafferty | 4 marca 1911        | 3 marca 1913            | Partia Republikańska |
| 6  | Nicholas John Sinnott   | 4 marca 1913        | 31 maja 1928            | Partia Republikańska |
| 7  | Robert Reyburn Butler   | 6 listopada 1928    | 7 stycznia 1933         | Partia Republikańska |
| 8  | Walter Marcus Pierce    | 4 marca 1933        | 3 stycznia 1943         | Partia Demokratyczna |
| 9  | Lowell Stockman         | 3 stycznia 1943     | 3 stycznia 1953         | Partia Republikańska |
| 10 | Samuel Harrison Coon    | 3 stycznia 1953     | 3 stycznia 1957         | Partia Republikańska |
| 11 | Albert Conrad Ullman    | 3 stycznia 1957     | 3 stycznia 1981         | Partia Demokratyczna |
| 12 | Dennis Alan Smith       | 3 stycznia 1981     | 3 stycznia 1983         | Partia Republikańska |
| 13 | Robert Freeman Smith    | 3 stycznia 1983     | 3 stycznia 1995         | Partia Republikańska |
| 14 | Wes Cooley              | 3 stycznia 1995     | 3 stycznia 1997         | Partia Republikańska |
| 15 | Robert Freeman Smith    | 3 stycznia 1997     | 3 stycznia 1999         | Partia Republikańska |
| 16 | Greg Walden             | 3 stycznia 1999     |                         | Partia Republikańska |